# Henri René
Henri René (* 29. Dezember 1906 in New York City als Harald Manfred Kirchstein; † 25. April 1993 in Houston) war ein amerikanischer Jazz- und Unterhaltungsmusiker (Banjo, Gitarre, Klavier, Arrangement, Komposition, Orchesterleitung) und Musikproduzent.

## Leben und Wirken
René wurde als Sohn eines deutschen Vaters und einer französischen Mutter geboren. Er studierte an der Musikakademie in Berlin und arbeitete dann in amerikanischen Tanzorchestern. 1926 leitete er ein amerikanisches Tanzorchester auf Europatournee und blieb in Berlin, wo er an Tonfilm- und Schallplattenaufnahmen, beispielsweise von Arthur Briggs und von Dajos Béla, mitarbeitete, bevor er als Komponist und Arrangeur bekannt wurde. 1934 war er – noch als Harald Kirchstein – mit Willi Stech der Gründer und zunächst die treibende Kraft der Goldenen Sieben. Auch verfasste er die Musik für den Propagandafilm Menschen ohne Vaterland. Trotz überschwänglicher Kritiken in der Presse wurde er wegen seines jüdisch klingenden Namens und weil er keinen „Ariernachweis“ vorlegen konnte, zu Fall gebracht. 1937 kehrte er in die Vereinigten Staaten zurück, wo er bald Produzent bei Victor Records wurde. 1941 leitete er ein Musette-Orchester, mit dem er zahlreiche Alben einspielte. Nach Ableistung des Wehrdienstes war er ab 1946 wieder für Victor tätig; er begleitete Solisten mit Studiobands und nahm zahlreiche Tonträger mit Jazz-, Easy-Listening-, Musical- und Popmusik auf. Unter anderem arbeitete er mit Harry Belafonte (Calypso), Perry Como, Maurice Chevalier, Ella Fitzgerald (Hello Dolly), Eartha Kitt, Connie Francis, Al Hirt und Dinah Shore. Dann war Henri René an der amerikanischen Westküste der Artists-and-Repertoire-Manager von Victor. 1959 ließ er sich in San Francisco nieder. Unter anderem komponierte er eine California Suite und Filmmusik, unter anderem für Wagon Train. Er erhielt einen Stern auf dem Hollywood Walk of Fame.

## Diskographische Hinweise
- Die Musik spielt ganz leise (Interpretation: Greta Keller, 1936, Telefunken A 2136)
- Schirokko, aus dem Film „Togger“ (Interpretation: Die Goldene Sieben, Februar 1937, EG3878, Matrize ORA1794-1)
- Exzentrik,  aus dem Film „Togger“ (Interpretation: Die Goldene Sieben, Februar 1937, EG3S73, Matrize ORA1796-2)
- Compulsion to Swing (RCA)
- Riot in Rhythm (RCA)
- White Heat (Imperial)
- The Swinging ’59 (Imperial)

## Lexikalische Einträge
- Jürgen Wölfer: Jazz in Deutschland. Das Lexikon. Alle Musiker und Plattenfirmen von 1920 bis heute. Hannibal, Höfen 2008, ISBN 978-3-85445-274-4.
- Fred K. Prieberg: Handbuch Deutsche Musiker 1933–1945. CD-ROM-Lexikon, Kiel 2009, 2. Auflage, S. 3949f. online